# Centreville-Wareham-Trinity
Centreville-Wareham-Trinity är en ort i Kanada.   Den ligger i provinsen Newfoundland och Labrador, i den östra delen av landet, 1 700 km öster om huvudstaden Ottawa. Centreville-Wareham-Trinity ligger 134 meter över havet och antalet invånare är 1 161.
Terrängen runt Centreville-Wareham-Trinity är huvudsakligen platt. Centreville-Wareham-Trinity ligger uppe på en höjd. Trakten är glest befolkad. Centreville-Wareham-Trinity är det största samhället i trakten. 